# حزب الفنلنديين
الفنلنديون الأساسيون أو الفنلنديون الحقيقيون (بالفنلندية: Perussuomalaiset ، بالسويدية: Sannfinländarna) حزب سياسي فنلندي، تأسس في عام 1995 بعد حل الحزب الريفي الفنلندي.
الحزب منتقد للاتحاد الأوروبي. ويدعو إلى دولة الرفاه كبيرة. في انتخابات سنة 2003 البرلمانية فاز الحزب بثلاثة مقاعد . وتحصل على أكثر من الضعف من الأصوات في انتخابات 2007 ، مكتسباً مقعدين إضافيين ليبلغ مجموع مقاعده الخمسة.
وفي الانتخبات البرلمانية لسنة 2011 تفجرت شعبية حزب الفنلندين الحقيقين، فقد استطاع الحصول على 19% من الأصوات ليحصد 39 مقعدا من أصل 200.
سياسة الحزب:
```
- فرض ضرائب تصاعدية لتحقيق 
دولة الرفاه

- معارضة الاتحاد الأوروبي
- وضع قيود صارمة على أعداد اللجوء
- إلغاء التعليم الإلزامي للغة السويدية
- دعم الدولة للمناطق الريفية
- زيادة استثمار الدولة في البنى التحتية والمجالات الصناعية
- تشديد العقوبات على الجرائم
- دعم الفنون التي تعزز الهوية الفنلندية
```

تيمو سويني هو زعيم الحزب ويتمتع بشعبية وكان مرشحاًَ عن الحزب في الانتخابات الرئاسية عام 2006. واحتل المركز الخامس من أصل ثمانية من المرشحين في الجولة الأولى بحصة تبلغت 3,4 ٪ من الأصوات. انتخب سويني للبرلمان الأوروبي في عام 2009.